# Олдрихов (Преров)
Олдрихов (чеш. Oldřichov) је насељено мјесто са административним статусом сеоске општине (чеш. obec) у округу Преров, у Оломоуцком крају, Чешка Република.

## Становништво
Према подацима о броју становника из 2014. године насеље је имало 129 становника.